# Tally Ho (Schiff)
Tally Ho ist eine gaffelgetakelte klassische Holz-Yacht, die von dem britischen Yachtkonstrukteur Albert Strange entworfen wurde. Die 48-Fuß-Yacht wurde 1909 in Shoreham-by-Sea in der Grafschaft West Sussex in England gebaut und trug anfangs die Namen Betty und Alciope.

## Geschichte
Die Yacht wurde von Charles Hellyer aus Brixham für Freizeit-Tiefseefischerei in Auftrag gegeben und Betty getauft. Bereits im Jahr 1913 wurde sie erstmals verkauft und in Alciope umbenannt. Nach zwei weiteren Eignerwechseln erwarb sie Lord Stalbridge 1927, benannte sie in Tally Ho um und setzte eine hölzerne Stenge auf den Mast, um die Segelfläche um etwa 20 % zu vergrößern. Im selben Jahr gewann Stalbridge mit der Yacht das dritte Fastnet Race und erreichte das Ziel als First Ship Home. Bis in die 1960er Jahre wurde die Tally Ho für eine größere Anzahl Transatlantikfahrten genutzt, Heimathafen war in diesen vier Jahrzehnten Southampton in der Grafschaft Hampshire.
1967 erwarb der Neuseeländer Jim Louden Tally Ho. Im Juli 1968 lief das Boot nahe Manuae auf ein Korallenriff, schlug an der Backbordseite leck und strandete. Zur Bergung wurden 7 t Ballastblei entfernt und leere Ölfässer in den Innenraum eingebracht, wodurch Tally Ho aufschwamm und durchkenterte. Dabei verlor sie Mast, Bugspriet und Ruder. Dennoch konnte der Havarist lange genug über Wasser gesichert werden, um ihn etwa 120 Seemeilen weit bis in den Hafen von Rarotonga zu schleppen, wo die Schäden behelfsmäßig repariert wurden.
Zwischen 1977 und 1987 besegelte Dave Olson als neuer Eigner mit der Yacht den Pazifik zwischen Brookings (Oregon), den Marquesas-Inseln, Hawaii und den Pitcairninseln. Obwohl der Zustand des Boots bemerkenswert gut war, konnte er ab 1987 keinen neuen Eigner finden, weshalb sie für mehr als zwei Jahrzehnte unter dem Namen Escape als Fischerboot im Hafen von Brookings in Oregon lag. Der Holzzustand hatte sich bedenklich verschlechtert, als schließlich die Albert Strange Association auf das Boot aufmerksam wurde. Im Jahr 2008 begann der Bootsbauer Manuel Lopez mit der Restauration, verstarb aber 2010, lange bevor er seine Arbeit abschließen konnte. Seitdem wurde die Yacht auf dem Gelände einer Bootswerft im Hafen von Brookings gelagert.

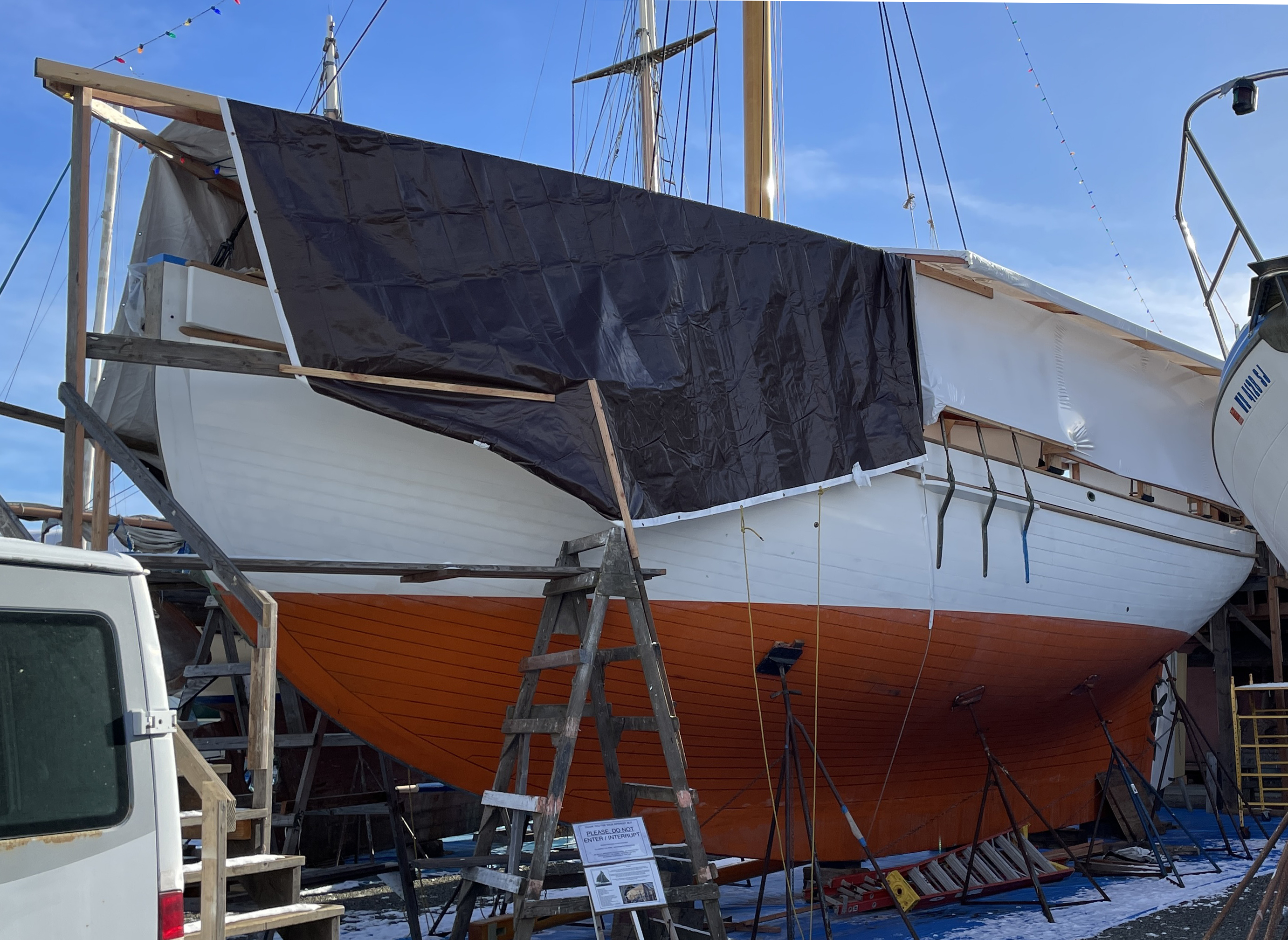
Kurz vor Abschluss der Restaurierungsarbeiten in Port Townsend Boatyard, 2024

Die Albert Strange Association verkaufte die mittlerweile weitgehend verrottete Yacht im Jahr 2017 für den symbolischen Preis von einem Dollar an den englischen Bootsbauer Leo Sampson Goolden, der sie in  Sequim (Washington) von Grund auf restaurierte und seine Arbeiten kontinuierlich über einen YouTube-Kanal veröffentlichte. 2021 wechselte der Liegeplatz des Boots in des nahegelegene Port Townsend (Washington), wo die Restauration nach sieben Jahren Ende April 2024 abgeschlossen wurde. Nach letzten Arbeiten an Takelung und Maschine ist sie unter ihrem früheren Namen Tally Ho im Sommer 2024 ausgelaufen und wieder in Fahrt.